# Mršavljenje
Mršavljenje, tj. gubitak telesne težine u kontekstu zdravlja je smanjenje ukupne telesne mase usled gubitka telesnih tečnosti, telesnih masnoća i/ili mišićnog tkiva te mineralnih zaliha u kostima odnosno vezivnim tkivima. Do gubitka telesne težine može doći nenamerno kao posledica bolesti ili niza poremećaja ili može nastati iz svesnog napora za poboljšanjem previsoke telesne težine odnosno stanja pretilosti ili gojaznosti. 

## Nenamerni gubitak telesne težine
Uzroci nenamernog gubitka telesne težine su stanje gladi, zbog nedostatnog unosa hranjivih materija kroz duži vremenski period. 
- Karcinom je vrlo uobičajen uzročnik gubitka telesne težine, koja može biti fatalna za pacijenta, jer se mnoge zdravstvene komplikacije vežu na nemogućnost oslabljenog organizma da se bori za dalji opstanak.
- AIDS
- Gastrointestinalne bolesti i poremećaji su glavni uzročnik nakon karcinoma nenamernom gubitku telesne težine. Ovde se mogu uvrstiti celijakija, Kronova bolest, ulcerozni kolitis, pankreatitis, peptični ulkus i gastritis.
- Bubrežne bolesti
- Plućne bolesti
- Uticaj stresa tokom dužeg razdoblja (burnout)
- Pojačana aktivnost štitne žlezde

Do nenamernog gubitka telesne težine može doći kod niza bolesti i stanja, koje uključuju bolesti kao što karcinom, AIDS i dijabetes. Osobe koje boluju od dijabetesa tip 1 (od insulina zavisnog dijabetes melitusa) imaju sklonost stvaranj previsokih količina glukoze te nedovoljnih količina insulina u krvotoku. Ovo stanje uzrokuje niz biohemijskih reakcija, kojima se otpuštaju trigliceridi iz adipoznog tkiva te započinju kataboličke reakcije (reakcije razlaganja) aminokiselina u tkivima mišića. Konačni rezultat je gubitak i masnog tkiva i mišićnog tkiva koji vodi u značajno smanjenje ukupne telesne mase. Iz ovog razloga osobe koje boluju od dijabetesa tipa 1, a ne leče se pravilno, te ne menjaju svoje životne navike (odmor, aktivnost i prehrana) značajno gube telesnu težinu. Hormonska neravnoteža, preaktivne štitne žlezde (hipertireoza) takođe značajno pridonosi smanjenju telesne težine. Ukoliko se primeti značajan pad telesne težine tokom nekoliko meseci preporučljivo je potražiti savet lekara, kao nutricioniste radi promena prehrambenih navika.

## Namerni (ciljani) gubitak telesne mase
Svesnom promenom navika osoba smanjuje udeo telesnih masnoća u telu zbog postizanja zadatih ciljeva (poboljšanje fizičke kondicije, zdravlja i naravno izgleda). Gubitak telesne težine kod osoba koje su preteške ili gojazne može preventivno delovati na niz bolesti i poremećaja kao što su dijabetes tip 2, srčani udar, visoki krvni pritisak, osteoartritis te određene vrste karcinoma (posebno probavnog sistema). Do gubitka telesne težine dolazi kada se osoba nalazi u stanju „negativne potrošnje energije“ što znači da osoba troši više energije nego što je hranom unosi u organizam. Tada telo troši vlastite zalihe (masno tkivo i mišiće) kako bi nadomestilo energiju potrebnu za održavanje svih telesnih funkcija i kretanja. Gubitak težine može dovesti do smanjenja hipertenzije (visokog krvnog pritiska), međutim nije razjašnjeno da li umanjuje i hipertenzijom uzrokovanu štetu.
Gubitak težine se javlja kao telo troši više energije na rad i metabolizam nego što apsorbuje iz hrane ili drugih nutrijenata. Ono će tad koristiti uskladištene rezerve iz masnoće ili mišića, što generalno dovodi do gubitka težine. Za sportiste koji žele da poboljšaju učinak ili da zadovolje potrebnu težinu za učešće u sportu, nije neubičajeno da traže dodatni gubitak težine čak i ako su već na svojoj idealnoj telesnoj težini. Drugi mogu da budu vođeni željom da izgube težinu kako bi postigli izgled koji smatraju atraktivnijim. Međutim, premala težina je povezana sa zdravstvenim rizicima kao što su poteškoće u borbi protiv infekcije, osteoporoza, umanjena mišićna jačina, poteškoće u regulisanju telesne temperature i čak povećan rizik od smrti.
Niskokalorijske ishrane se isto tako nazivaju ishranama balansiranog sadržaja. Usled njihovih minimalnih štetnih efekata, ove tipove dijete nutricionisti najčešće preporučuju. Pored ograničavanja unosa kalorija, uravnotežena ishrana isto tako reguliše konzumaciju makronutrijenata. Od ukupnog broja dodeljenih dnevnih kalorija, preporučuje se da 55% dolazi od ugljenih hidrata, 15% od proteina, i 30% od masti, pri čemu ne više od 10% ukupne masti predstavlja zasićene forme. Na primer, preporučena ishrana sa 1.200 kalorija bi pružila oko 660 kalorija od ugljenih hidrata, 180 od proteina, i 360 od masti. Neke studije ukazuju na to da povećana potrošnja proteina može da pomogne pri ublaživanju tegoba vezanih za glad izazvanu smanjenim unosom kalorija, tako što se uvećava osećaj sitosti. Ograničenje kalorija na ovaj način ima mnoštvo dugoročnih koristi. Nakon postizanja željene telesne težine, dnevni kalorijski unos se može postupno povećavati, ukoliko se ne premaše izvesne granične vrednosti. U kombinaciji sa povećanom fizičkom aktivnošću, niskokalorijska ishrana se smatra najefektivnijim dugoročnim rešenjem, za razliku od udarnih dijeta, kojima se ostvaruju kratkoročni rezultati, u najboljem slučaju. Fizička aktivnost može u velikoj meri da poboljša efikasnost dijete. Stoga je najzdraviji režim mršavljenja onaj koji se sastoji od uravnotežene prehrane i umerene telesne aktivnosti.
Depresija, stres ili dosada mogu da doprinesu povećanu težine, i u tim slučajevima, individuama se savetuje da zatraže medicinsku pomoć. Jedna studija iz 2010. godine je utrvrdila da su osobe na dijeti koje su imale pune noći spavanja izgubile više nego dva puta veću količinu masnoće od osoba sa nedovoljno sna. Pretpostavlja da suplementacija vitamina D može da pomogne, međutim studije to ne podržavaju. Većina dijetetičara ponovno dobija na težini tokom dužeg vremenskog perioda. Prema Smernicama prehrane za Amerikance, oni koji ostvare i upravljaju zdravom težinom to najuspešnije čine tako da paze da samo konzumiraju onoliko kalorija koliko je neophodno da bi zadovoljili svoje potrebe i da bi bili fizički aktivni.

## Mehanizam uspešnog gubitka težine
Najmanje intruzivne metode mršavljenja, i one koje se najčešće preporučuju, su prilagođavanje obrazaca ishrane i povećana fizička aktivnost, uglavnom u obliku vežbanja. Svetska zdravstvena organizacija preporučuje da kombinuje umanjena konzumacija prerađene hrane bogate zasićenim mastima, šećerom i soli i kalorijskog sadržaja dijete sa povećanom fizičkom aktivnošću.
Postoji mnogo različitih pristupa rešavanju ove problematike, kroz jelovnike, planove prehrane te savete sa stručnom i obrazovanom osobom (nutricionistom). Osnova režima prehrane temelji se na preporučenom dnevnom energetskom unosu prilagođenom zdravstvenom stanju, polu, dobu te fizičkom opterećenju osobe koja želi da gubi telesnu težinu. Najuspešnije metode su one koje uključuju dovoljan energetski unos na dnevnoj bazi (zadovoljavaju sitost osobe, što je izrazito važno zbog održavanja prehrane kroz duži vremenski period) te prikladnu fizičku aktivnost. Kombinacija ova dva pristupa je ključ uspeha svakog mršavljanja. Važno je naglasiti da osoba koja želi da uspešno smanji svoju telesnu težinu ne sme da pređe prag gladovanja jer u tom slučaju dolazi do značajnog usporavanja metabolizma te kontraproduktivnih efekata i narušavanja zdravstvenog stanja. Cilj svakog uspešnog režima prehrane za gubitak telesne mase jeste održavanje što dužih perioda sitosti, pametnim izborom namirnica te što pravilnijim ulaskom glukoze u krvotok i njenom dugim održavanjem na optimalnim koncentracijama. Nagli gubici težine kod određenih režima prehrane uglavnom se odnose na gubitak vode iz organizma, do čega dolazi usled povećane potrošnje glikogena, koji na sebe veže otprilike tri puta veću količinu vode. Što znači da kada osoba izgubi par kilograma u kratkom vremenu te se ponovno vrati starom načinu prehrane telo vraća izgubljeno, a neretko i dodatno povećava zalihe masnoća.

### Tehnike

#### Dijeta i vežbanje
Najmanje nametljive metode mršavljenja, i one koje se najčešće preporučuju, su prilagođavanje načina ishrane i povećana fizička aktivnost, uglavnom u obliku vežbanja. Svetska zdravstvena organizacija preporučuje da ljudi kombinuju smanjenje prerađene hrane sa visokim sadržajem zasićenih masti, šećera i soli, i smanjen unos kalorija sa povećanjem fizičke aktivnosti. Dugoročni programi vežbanja i lekovi protiv gojaznosti smanjuju zapreminu abdominalne masti. Samokontrola ishrane, vežbanja i težine su korisne strategije za gubitak težine, posebno u ranim programima mršavljenja. Istraživanja pokazuju da je veća verovatnoća da će oni koji unose hranu oko tri puta dnevno i oko 20 puta mesečno postići klinički značajan gubitak težine.
Trajni gubitak težine zavisi od održavanja negativnog energetskog bilansa, a ne od vrste makronutrijenata (kao što su ugljeni hidrati) koji se konzumiraju. Dijeta sa visokim sadržajem proteina pokazala je veću efikasnost u kratkom roku (ispod 12 meseci) za ljude koji jedu ad libitum zbog povećane termogeneze i sitosti, međutim ovaj efekat ima tendenciju da nestane tokom vremena.

## GDA smernice
Okvirne smernice za energetski unos na dnevnoj bazi GDA (Guideline Daily Amount) koji se odnosi na zdrave osobe iznosi 2000 kcal. GDA pokazuje koliko kalorija i hranjivih materija (belančevine, ugljenih hidrata, šećera, masti, zasićene masne kiseline, vlakna i soli) sadrži određena količina hrane (obrok) u odnosu na referentni dnevni unos od 2000 kcal, te se uglavnom izražava u obliku postotka.

## Balansirana prehrana
Svaka prehrana pa tako i ona za gubitak telesne težine mora biti balansirana, što znači da udeli pojedinih makronutrijenata trebaju da zadovoljavaju prosečne dnevne potrebe organizma. Potpuno izbegavanje pojedinih makronutrijenata kao što su to uglavnom ugljeni hidrati i masnoće, ili baziranje prehrane samo na jednom makronutrijentu, kao što su belančevine svakako nije pravi put te može negativno da deluje na zdravlje osobe. Potrebno je poznavati potrebe organizma kako bi se izabrao pravi način za postizanje ciljeva te u prehranu uvrstiti optimalne količine svih makronutrijenata i njihove najbolje izvore. Nakon postizanja ciljane težine potrebno je povisiti energetski unos koji će odgovarati održavanju dotične telesne težine. Važno je napomenuti da se svaki od 3 osnovna makronutrijenta (ugljeni hidrati, masnoće i belančevine); ukoliko su unešeni u organizam u višku skladište se u obliku masnoća za buduće potrebe organizma. Za dugoročne dobre rezultate potrebno je polako promeniti način života i prilagoditi ga potrebama vlastitog organizma, jer na žalost ne postoje čudesne tablete koje mogu rešiti problem suvišnih kilograma.

## Spoljašnje veze
- Weight loss  на веб-сајту  (језик: енглески)
- Health benefits of losing weight By IQWiG at PubMed Health
- Weight-control Information Network U.S. National Institutes of Health
- Nutrition in cancer care By NCI at PubMed Health
- Unintentional weight loss

|  | Molimo Vas, obratite pažnju na važno upozorenje u vezi sa temama iz oblasti medicine (zdravlja). |